# Ivan Sytine
Ivan Dmitrievitch Sytine (Ива́н Дми́триевич Сы́тин), né le 5/24 février 1851 au village de Gnezdnikovo dans l'ouïezd de Soligalitch (gouvernement de Kostroma de l'Empire russe) et mort le 23 novembre 1934 à Moscou (URSS), est un entrepreneur russe, éditeur et libraire, fondateur de la première maison d'édition de littérature à grands tirages Posrednik (Le Médiateur). Ses intérêts en matière d'édition incluaient tous les segments du marché du livre - des manuels scolaires et des livres pour enfants aux encyclopédies et aux œuvres complètes de classiques de la littérature. Il était aussi l'éditeur de périodiques pour le grand public: Autour du monde («Вокруг света»), Étincelles («Искры»), ou de revues spécialisées Chirurgie («Хирургия»), La Vérité de Dieu («Правда Божия») et le propriétaire du quotidien Le Mot russe («Русское слово»).

## Biographie
Il naît dans la famille du greffier de volost, Dmitri Guérassimovitch Sytine, et de sa femme, Olga Alexandrovna. Il est l'aîné de quatre enfants Séraphima, Alexandra et Sergueï. Il n'étudie que trois ans à l'école; plus tard Anton Tchekhov écrit à son sujet : « C'est une personne intéressante. Un gros éditeur, mais complètement analphabète, sorti du peuple. ». Lorsque sa famille déménage à Galitch, il entre à douze ans comme apprenti de la boutique de son oncle à Nijni Novgorod et en septembre 1866 il est envoyé à Moscou comme commis de la librairie du marchand Piotr Nikolaïevitch Charapov.

### Débuts de la compagnie
Sytine se marie en 1876 avec une fille de la classe des marchands, Evdokia Ivanovna Sokolova, dont il aura six fils et quatre filles et qui apporte la dot importante de quatre mille roubles. De plus, Sytine emprunte sur six mois trois mille roubles au fabricant de papier M.G. Kouvchinov et acquiert ainsi sa première machine française à couleurs pour la lithographie. Il ouvre son magasin de lithographies le 7 décembre 1876 sur le mont Voronoukhina à Moscou, à côté du pont de Dorogomilovo. L'une de ses premières opérations commerciales réussies est le tirage de masse des cartes militaires de la guerre russo-turque de 1877-1878. Il imprime des copies de grandes cartes des opérations militaires avec l'emplacement des unités militaires, des fortifications et le sous-titre « Pour les lecteurs de journaux. Subvention. »
Ayant remboursé ses dettes en 1879, il s'achète sa propre maison rue Piatnitskaïa où il installe deux machines de lithographie. Une partie significative de sa production lithographique est destinée aux habitants des campagnes : des calendriers imprimés populaires, des tableaux de bonne aventure, des dépliants et des brochures ou livres bon marché qui connaissent un grand succès. Dans les années 1880 et 1890, Sytine atteint un monopole dans ce domaine, et les commerçants itinérants sont appelés « les colporteurs de Sytine ». Lorsqu'entre en vigueur l'obligation d'obtenir l'autorisation des gouverneurs locaux et de répertorier toutes les marchandises afin de mener des activités commerciales, Sytine commence à ouvrir des magasins et à compiler des catalogues de ses publications pour la commodité des acheteurs en gros. C'est la base de son futur réseau de magasins qui vers 1900 regroupe en Russie dix-neuf magasins et six cents kiosques.L'éditeur se rendu compte que pour des publications de masse il faut faire des livres à la fois intéressants et très accessibles.

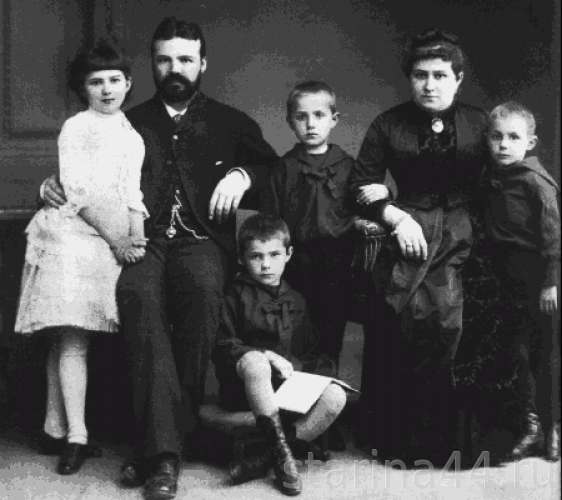
Ivan Sytine, sa femme et ses enfants (Nikolaï, Vassili, Vladimir, Maria) dans les années 1880.

En 1882, il présente sa production de livres à la XVe Exposition panrusse de Moscou et reçoit à la suggestion de Mikhaïl Botkine une médaille d'argent sur ruban de Saint-Stanislas avec en gravure Compagnie I.D. Sytine et Cie. Il ne pouvait pas se voir décerner une médaille d'or car il appartenait à la classe paysanne. Le capital enregistré cette année-là de la compagnie représente la somme très importante de 75 000 roubles. Ses collaborateurs dans l'affaire ne participent pas au capital. En 1883, Sytine ouvre un magasin sur la Vieille Place de Moscou (Staraïa plochtchad) et en 1884 un second magasin rue Nikolskaïa.
En 1884, sur proposition de Léon Tolstoï qui souhaitait des éditions bon marché pour les auteurs connus à destination en premier lieu des paysans, il fonde Posrednik (Le Médiateur), firme d'édition à prix très accessibles de livres, comme ceux de Tolstoï, de Leskov, de Garchine et de Korolenko. Les prix vont de 1,5 kopecks pour une vente de livre au détail et de 90 kopecks pour cent livres vendus à un acheteur en gros. Posrednik publie de la littérature traduite, de la littérature spirituelle et morale, de la littérature populaire, des ouvrages de référence, des albums sur l'art, 
des manuels pour écoliers. Les quatre premières années de l'existence de Posrednik, la firme publie douze millions de livres des auteurs russes les plus fameux dont la couverture est de la main d'artistes russes connus de l'époque (Répine, Kivchenko, Savitski, etc.). La librairie de Posrednik se trouve du milieu des années 1880 à 1901 au n° 7 sur le Pont des Forgerons, rue aux commerces prestigieux en plein centre-ville. Le long immeuble à un étage est toujours en place, prenant tout le carré jusqu'à la rue Petrovka et la rue Neglinnaïa.
En 1884, lors de la grande exposition de Nijni Novgorod, le Calendrier universel pour 1885 est présenté, qui est devenu non seulement un calendrier, mais aussi un outil de référence universel pour toutes les occasions pour de nombreuses familles russes. Il est compilé selon le principe: un jour - une feuille et sur chaque feuille - des conseils utiles. Déjà l'année suivante, le tirage du Calendrier universel s'élève à 6 millions d'exemplaires et, en 1916, il dépasse 21 millions d'exemplaires. Au total, Sytine a produit environ deux douzaines de calendriers différents
Lorsqu'en 1887 les droits d'auteur pour toutes les œuvres de Pouchkine a expiré, Sytine publie la collection complète des œuvres du poète en dix volumes dans une édition de masse et peu coûteuse. Plus tard, de la même manière, il publie les œuvres de Gogol. Pour les enfants, L'Encyclopédie des enfants est publiée en dix volumes - la première édition du genre pour la Russie. En 1890, Sytine est l'un des premiers éditeurs russes à acquérir une machine rotative à grande vitesse. Dès 1890, il devient membre de la Société bibliographique russe et prend en charge la publication de la revue Knigovedenie (Bibliologie).

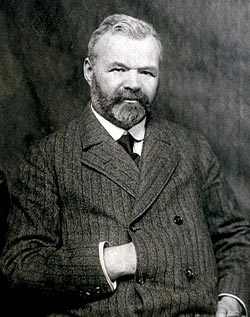
Ivan Sytine vers 1900.

### Consolidation de la compagnie
Il achète en 1891 la revue Autour du monde et en 1897 le journal Le Mot russe qu'il refonde entièrement, et auquel collaborent plus tard Guiliarovski et Nemirovitch-Dantchenko. Ce journal est le moins cher des journaux russes à l'époque: 7 roubles l'abonnement annuel. En 1916, le tirage est de 700 000 exemplaires et après février 1917 il atteint le record d'un million et demi.
En 1898, il se fait construire un hôtel particulier comme résidence familiale et siège de sa compagnie rue Tverskaïa (l'avenue principale du centre de Moscou). Il y travaille avec des interruptions jusqu'en 1928. L'immeuble existe toujours au n° 185 et a été restauré en 2016. Il achète à la fin du XIXe siècle le domaine de Bersenievka dans le gouvernement de Moscou où il organise une ferme modèle,.
En 1894, Sytine accède au rang de marchand de la 2e guilde. En 1903, Sytine fait reconstruire son atelier typographique de la rue Piatnitskaïa avec les équipements les plus modernes selon le projet de l'architecte Adolf Erichson (aujourd'hui au n° 71). il ouvre aussi une école technique  de dessin et de lithographie sous la direction de Nikolaï Kassatkine.

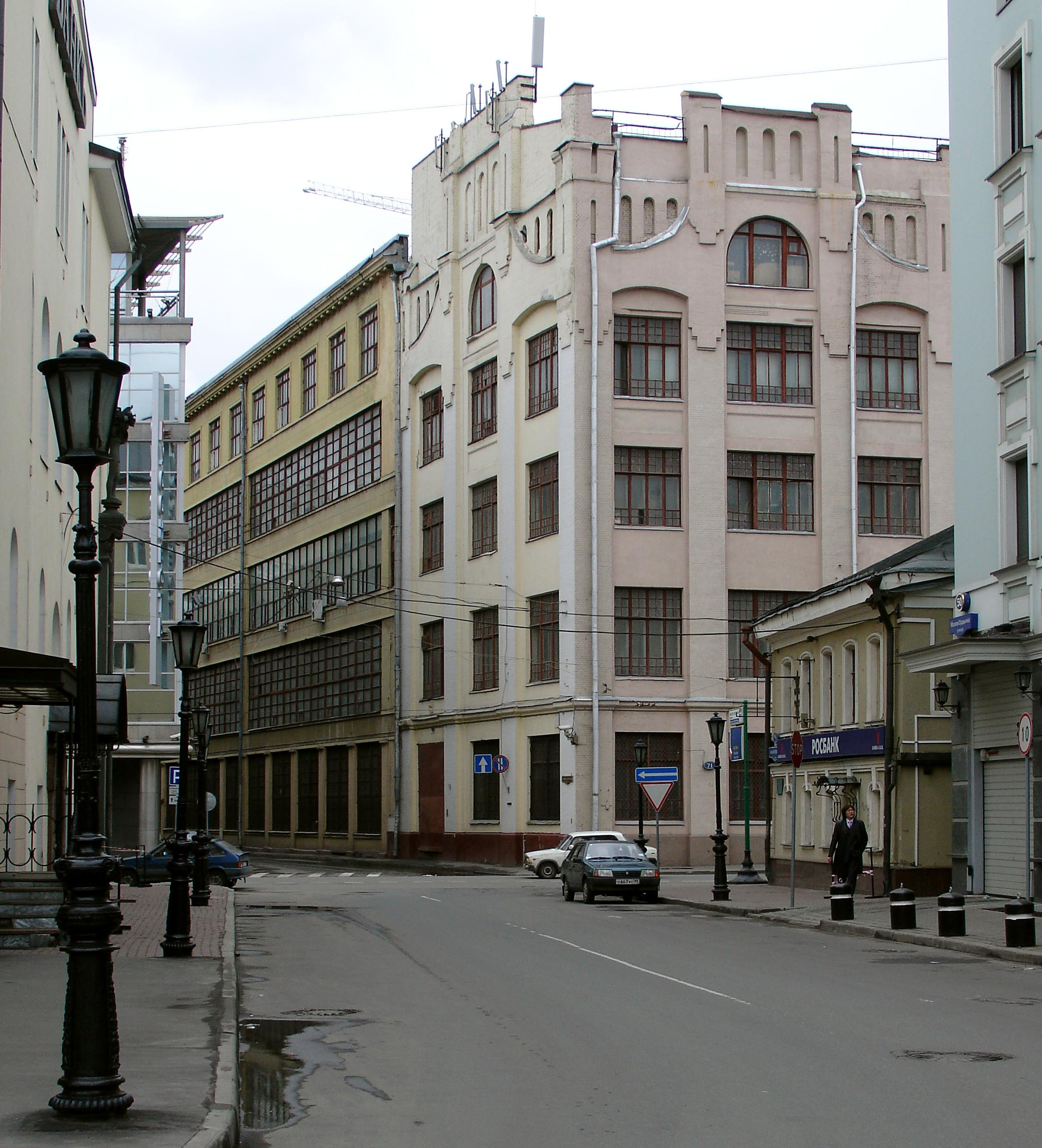
Imprimerie Sytine, au 71 de la rue Piatnitskaïa.

### Entre 1905 et 1917
En 1905, il est élu comme chef de l'assemblée municipale de Moscou (sorte de maire civil).
L'imprimerie de Sytine est l'une des principales à utiliser de la main-d'œuvre contractuelle. Ces travailleurs ne bénéficiaient d'aucun des avantages, même minimes, des employés de bureau du «personnel» et Sytine était connu pour son avarice, ne voulant pas payer les ouvriers, payés au signe, pour les signes de ponctuation par exemple. Les ouvriers indignés ont présenté le 29 juillet 1905 leurs revendiquationss au propriétaire - réduire la journée de travail à 9 heures et augmenter les salaires. Sytine a accepté de raccourcir la journée de travail, mais a confirmé sa volonté de ne pas payer pour les signes de ponctuation. Et puis une grève a commencé, qui a été reprise par les travailleurs d'autres ateliers et usines. Plus tard, dans les salons de Saint-Pétersbourg, on s'exclama que la grève politique générale d'octobre 1905 s'était produite « à cause de la virgule Sytine ».
Pendant l'insurrection de Moscou de décembre 1905, l'imprimerie Sytine de la rue Valovaïa est l'un des foyers des troubles et elle est incendiée après des combats de rue.

MOSCOU, 12 décembre.
L'imprimerie de Sytine sur la rue Valovaïa a brûlé à l'aube aujourd'hui. Cette imprimerie est un immense bâtiment à l'architecture luxueuse surplombant trois rues. Avec ses machines, elle était estimée à un million de roubles. Jusqu'à six cents justiciers se sont barricadés dans l'imprimerie, pour la plupart des ouvriers de l'imprimerie, armés de revolvers, de bombes et d'un type spécial de fusils à tir rapide, qu'ils appellent des mitrailleuses. Pour prendre ces combattants armés, l'imprimerie était entourée de trois types d'armes. Ils ont commencé à riposter depuis l'imprimerie et ont lancé trois bombes.
L'artillerie a tiré sur le bâtiment avec des grenades. Les combattants, voyant leur situation comme désespérée, ont mis le feu au bâtiment afin de profiter de la tourmente de l'incendie pour partir. Ils ont réussi. Ils se sont presque tous échappés par la 3e ruelle Monetchikovsky voisine, mais le bâtiment a été entièrement incendié, seuls les murs sont restés. L'incendie a tué de nombreuses personnes, familles et enfants des ouvriers qui vivaient dans le bâtiment, ainsi que des étrangers à l'imprimerie qui vivaient dans le quartier. Les troupes assiégeant l'imprimerie ont subi des pertes en tués et blessés.

En 1906, l'imprimerie incendiée a été restaurée et la même année, une autre imprimerie a été construite à Moscou - rue Tverskaïa pour la publication du journal Le Mot russe. Entre 1904 et 1917, Sytine publiait huit journaux et quatorze magazines. En 1914, les produits de Sytine représentaient un quart des publications de livres russes. Quatre de ses fils participaient aux travaux de la maison d'édition ; l'un d'eux, Nikolaï Sytine, devient en 1915 membre du conseil d'administration de la compagnie. En 1916, il rachète aux héritiers la plupart des actions de la société par actions A.F. Marx ;  qui contrôlait la société  Sourovine et Cie.
L'un des projets les plus importants de Sytine est l'édition de l'Encyclopédie militaire («Военная энциклопедия», publiée de 1911 à 1915. Elle est inachevée à cause du déclenchement de la Première Guerre mondiale et des prémices de la révolution d'Octobre. Seuls dix-huit tomes paraissent. Après la mort de l'éditeur Adolf Marx en 1914, Sytine acquiert la majorité des actions de sa maison d'édition.
En 1917, Sytine possède un réseau de librairies important: quatre à Moscou, deux à Pétrograd (ex-Saint-Pétersbourg) et à Kiev, ainsi qu'une librairie à Kharkov, Kholouï (gouvernement de Vladimir), Ekaterinbourg, Voronej, Rostov-sur-le-Don, Irkoutsk, Saratov, Samara, Nijni Novgorod, à Varsovie et à Sofia. Chaque librairie Sytine, en plus du commerce de détail, était engagée dans des transactions de gros. Sytine a également introduit l'idée de livrer des livres et des magazines aux usines et aux ateliers à l'aide de catalogues. Les commandes pour la livraison des produits basés sur ces catalogues étaient exécutées dans un délai de deux à dix jours.

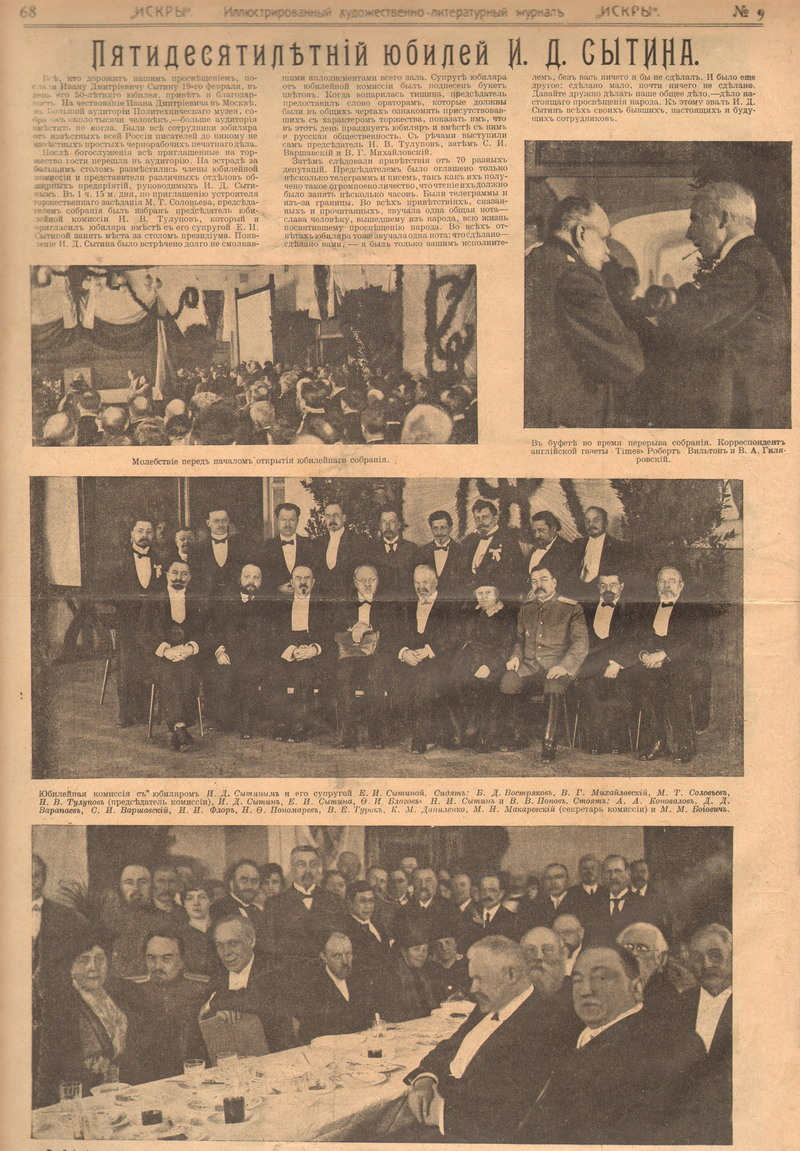
Musée polytechnique. Cinquantième anniversaire de la compagnie Sytine (page de la revue Étincelles («Искры»), n° 9, 1917.)

Le jubilé du cinquantenaire de la compagnie Sytine est fêté solennellement le 19 février 1917 avec en prime la sortie de la publication littéraire et artistique Un demi-siècle pour le livre, à laquelle participent Gorki, Kouprine, Roubakine, Roerich, Birioukov, environ deux cents auteurs au total. Un millier d'invités sont réunis dans le grand auditorium du musée polytechnique, dont sa famille et ses employés.

### Après la révolution d'Octobre
Après l'arrivée au pouvoir des bolchéviques, toutes les entreprises d'Ivan Sytine sont nationalisées et la propriété privée est abolie. On le garde quand même comme directeur technique de l'imprimerie de la rue Tverskaïa et comme directeur de l'imprimerie de la rue Piatnitskaïa. Il participe à des réunions du département littéraire du Narkompros (équivalent au ministère de l'instruction) et s'occupe de la réglementation de la publication de littérature artistique, réalise divers travaux pour le compte du gouvernement - organisant une exposition de peintures russes partant pour les États-Unis, négocie des concessions avec l'Empire allemand. Il rencontre Lénine en 1918,.
Il est arrêté deux fois par le nouveau régime, mais pour peu de temps à chaque fois (fin avril-début mai 1918 et fin 1924-début 1925). Son épouse et mère de ses dix enfants meurt en 1924. En 1928, le pouvoir lui octroie une petite pension annuelle de 250 roubles et la mise à disposition d'un appartement rue Tverskaïa au n° 38 appt 274, devenu aujourd'hui un petit musée en son souvenir.
Il meurt le 23 novembre 1934 à Moscou. Il est enterré au cimetière de la Présentation (14e division).

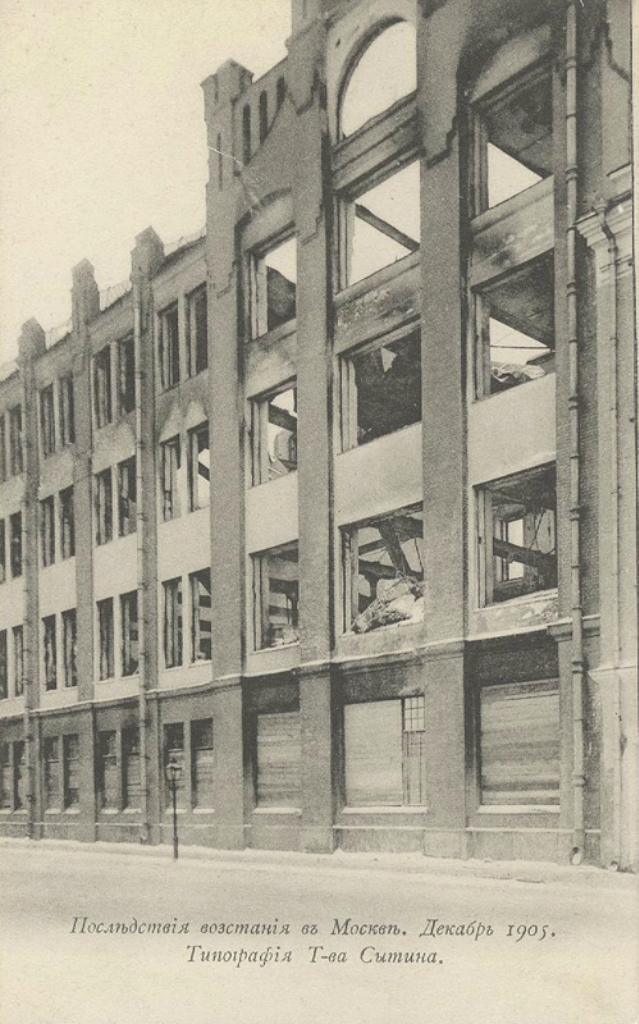
L'imprimerie Sytine à Moscou en décembre 1905.
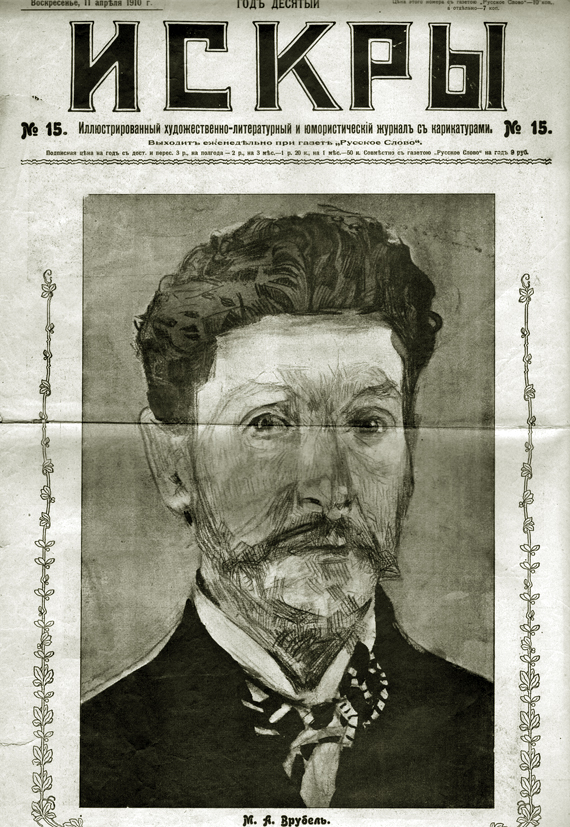
Revue Étincelles («Искры»), supplément au journal Le Mot russe («Русское слово»)
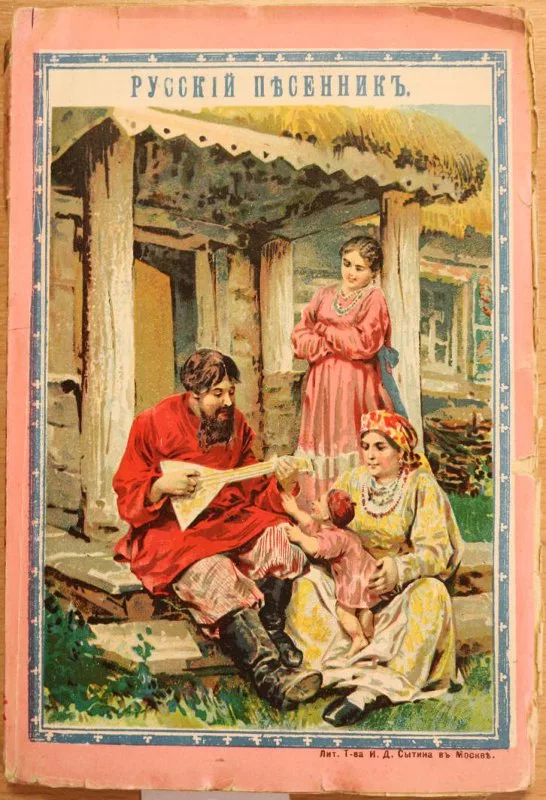
Recueil de chansons russes (1899)
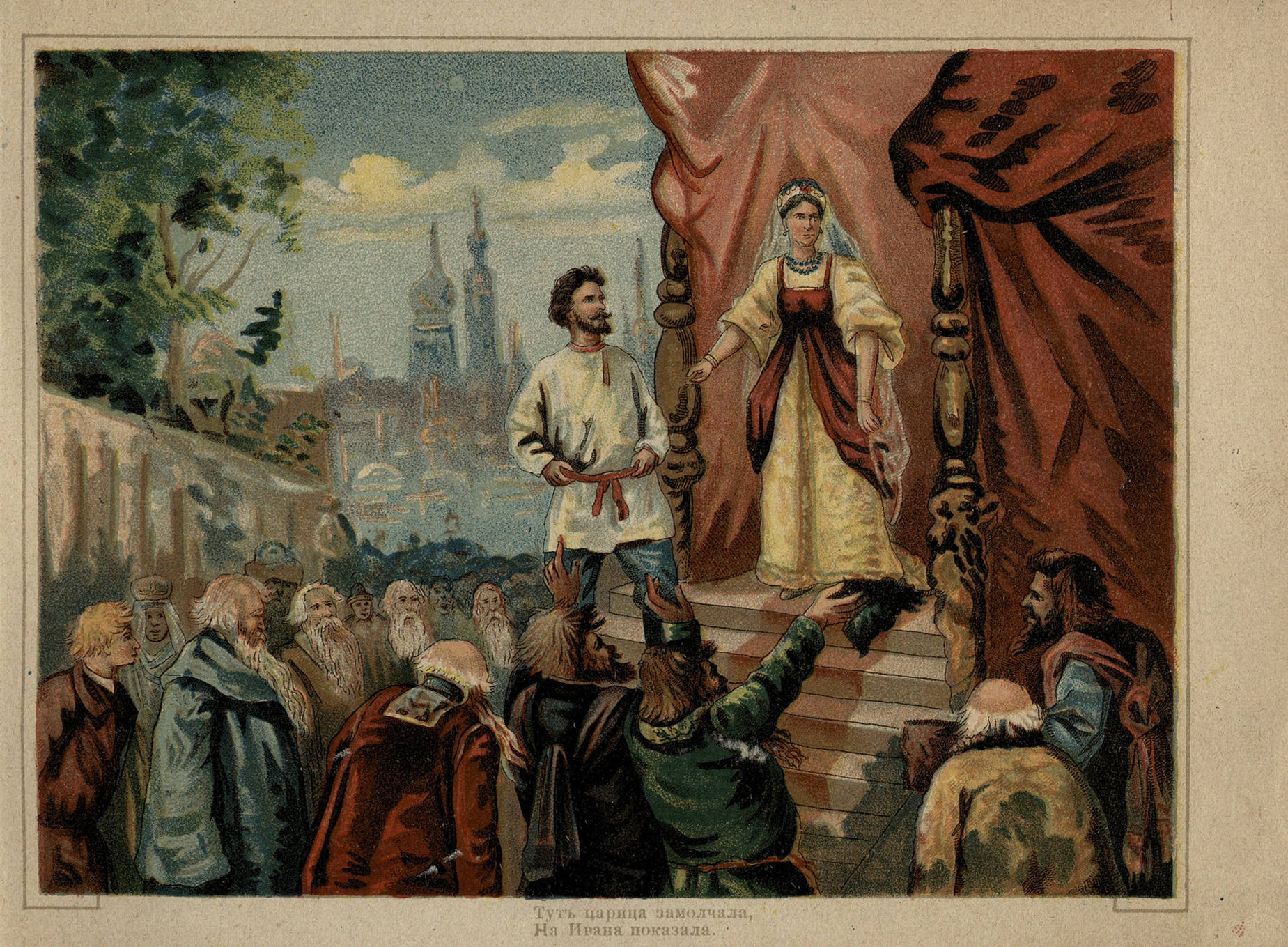
Le Petit Cheval bossu, conte russe en tableaux (1908)
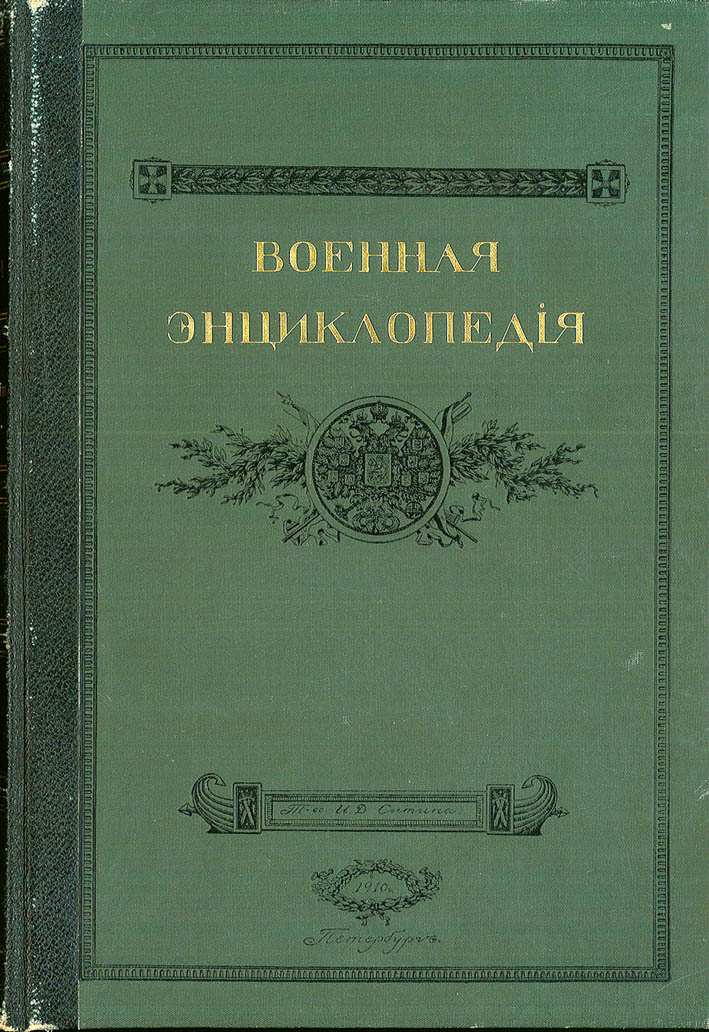
Encyclopédie militaire de Sytine, tome I (1910)